# Portrait de Massimiliano Stampa
Le Portrait de Massimiliano Stampa – en italien Ritratto di Massimiliano Stampa – est un tableau réalisé en 1557 par la peintre italienne Sofonisba Anguissola. De format vertical, cette peinture à l'huile sur toile est un portrait du jeune Massimiliano Stampa, né en 1545. Debout devant un fond vert, le garçon y figure un gant en main à côté d'une colonne sur laquelle il s'appuie, un chien endormi derrière ses pieds. Acquise par Henry Walters en 1927, l'œuvre fait partie des collections du Walters Art Museum de Baltimore, dans le Maryland, aux États-Unis.